# Chlorfluormethan
Chlorfluormethan (Freon 31, HCFC 31) ist eine chemische Verbindung aus der Gruppe der Fluorchlorkohlenwasserstoffe bzw. der Dihalogenmethane.

## Vorkommen
Chlorfluormethan kommt in Spuren in der höheren Atmosphäre vor, so wurden in 22 km Höhe 148 ppt gemessen.

## Eigenschaften
Chlorfluormethan besitzt als Feststoff eine monokline Kristallstruktur der Raumgruppe P21 (Raumgruppen-Nr. 4) und den Gitterkonstanten a = 6,7676, b = 4,1477, c = 5,0206 (.10−1 nm), β = 108.205°.

## Verwendung
Chlorfluormethan wurde als Kältemittel verwendet. Es ist im Montreal-Protokoll als Substanz geführt, die die Ozonschicht abbaut.